# The Voice (canción de Eimear Quinn)
«The Voice» (en español: "La Voz") es una canción interpretada por Eimear Quinn que ganó por la República de Irlanda en el Festival de la Canción de Eurovisión 1996. El autor de la canción es Brendan Graham, quien ya había compuesto la canción ganadora del Festival de Eurovisión 1994, "Rock 'n' Roll Kids".  
Se trata de una canción de estilo folk cantada en un tono muy alto. La voz de Quinn se acompaña de instrumentos tradicionales irlandeses de percusión, viento y cuerda. La letra tiene una inspiración claramente celta; la cantante se caracteriza como "la voz" que vigila el mundo, describiendo "sus" poderes sobre los elementos, como el viento y las estaciones, de forma similar a la Madre Naturaleza. 

## Eurovisión 1996
En la noche del festival celebrada en Oslo, la canción fue interpretada en 17º lugar de 23 canciones. Al final de la votación había recibido 162 puntos por 111 de la noruega Elisabeth Andreassen.

## Versiones
Lisa Ann Kelly realizó un cover del tema para el segundo álbum de Celtic Woman.